# Sienkiewicze (rejon iwacewicki)
Sienkiewicze (biał. Сенькавічы; ros. Сеньковичи) – wieś na Białorusi, w obwodzie brzeskim, w rejonie iwacewickim, w sielsowiecie Podstarzynie, nad Hrywdą.
W XIX w. folwark i straż leśna. W dwudziestoleciu międzywojennym leżały w Polsce, w województwie poleskim, w powiecie kosowskim/iwacewickim, w gminie Borki-Hiczyce/Iwacewicze. Po II wojnie światowej w granicach Związku Sowieckiego. Od 1991 w niepodległej Białorusi.

Archiwalne widoki miejscowości
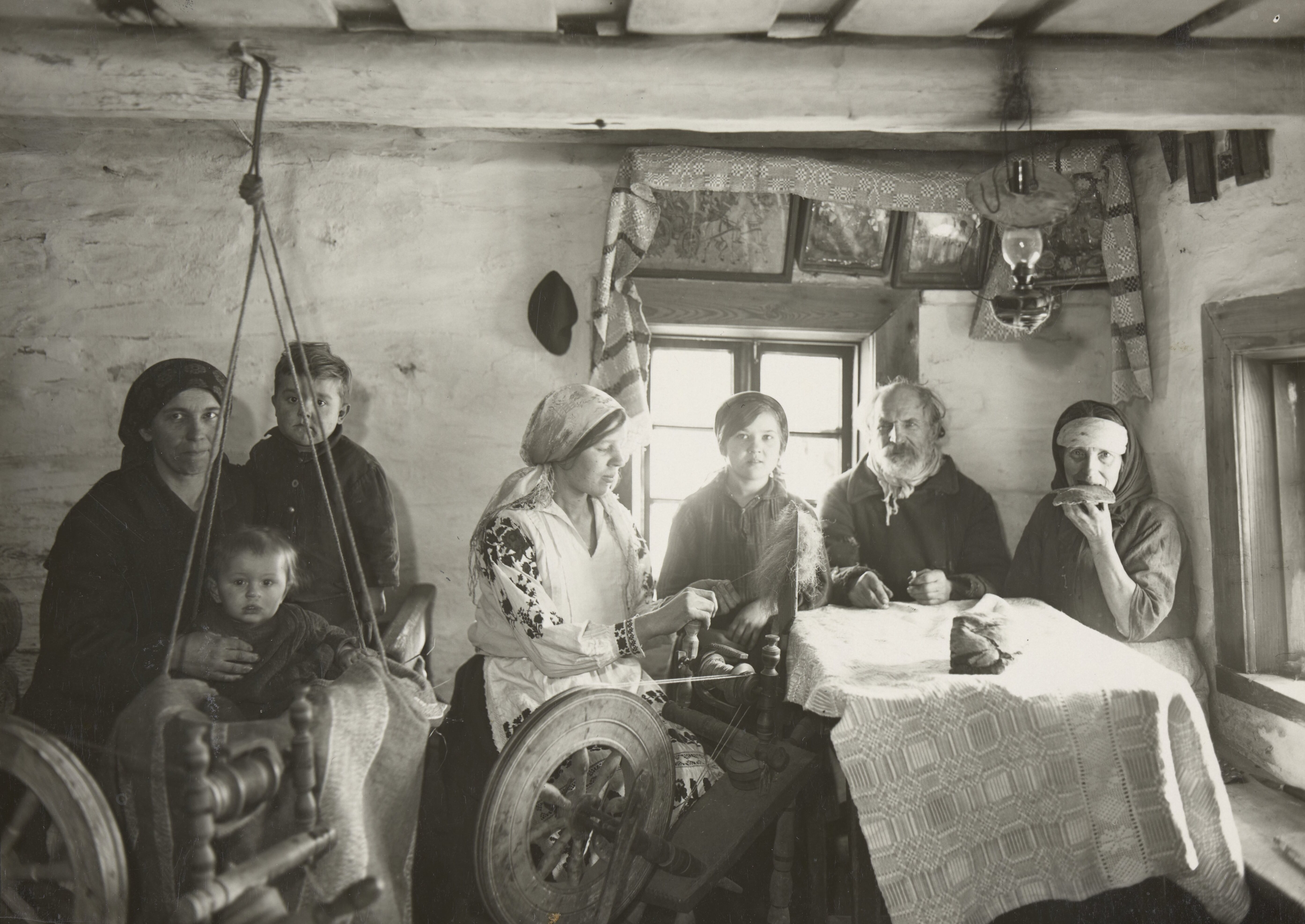
Wnętrze izby
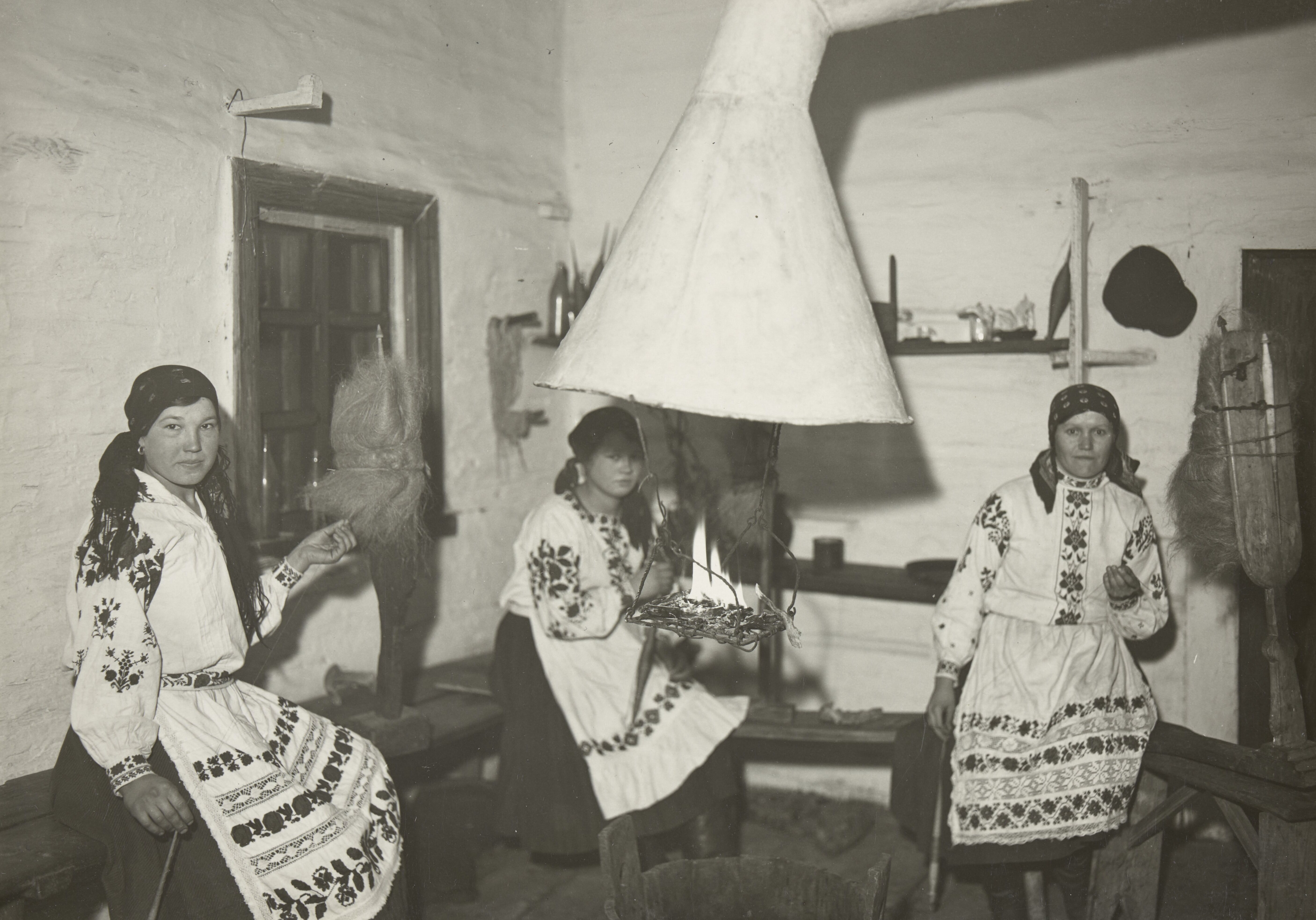
Prządki
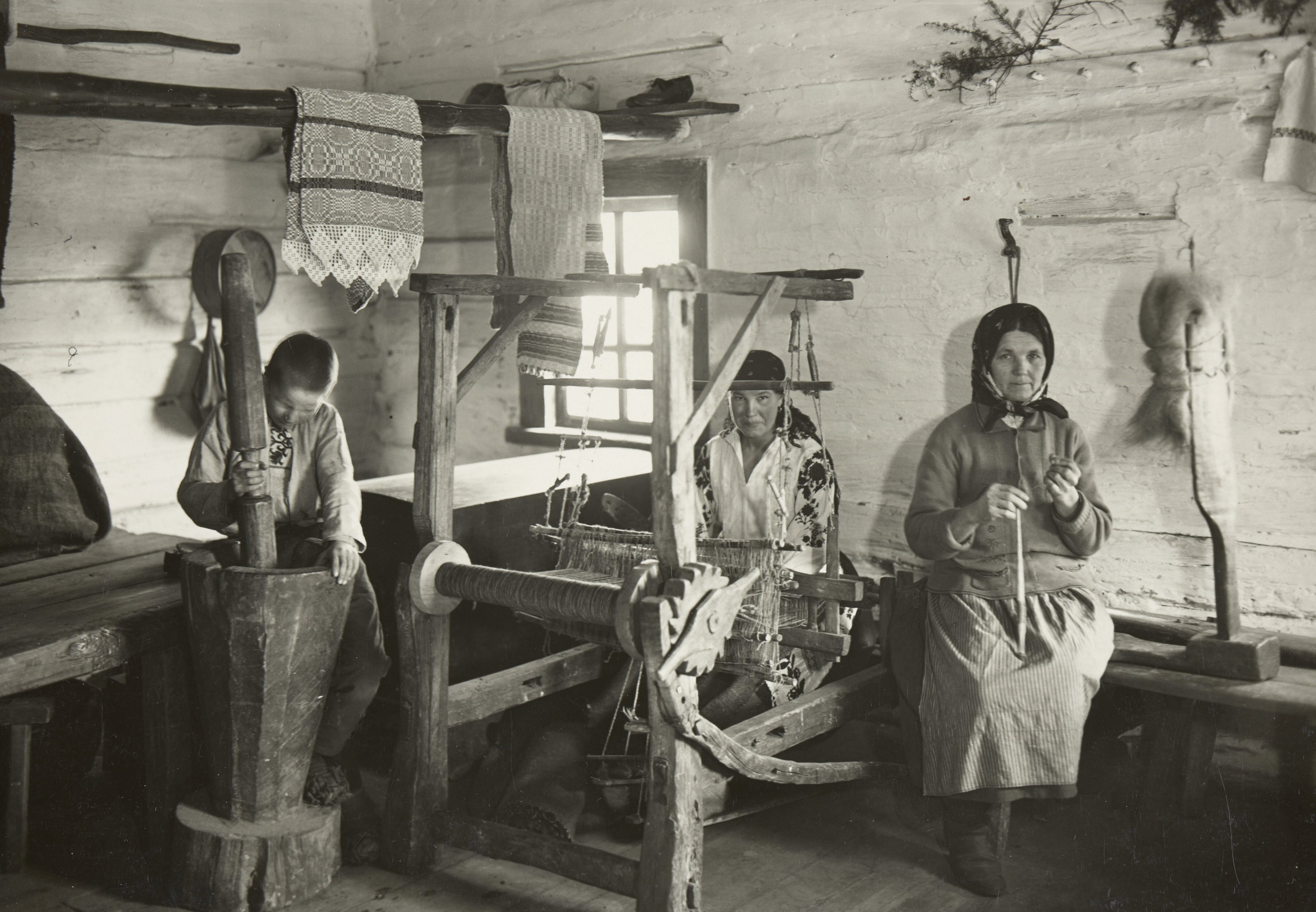
Przy warsztacie tkackim
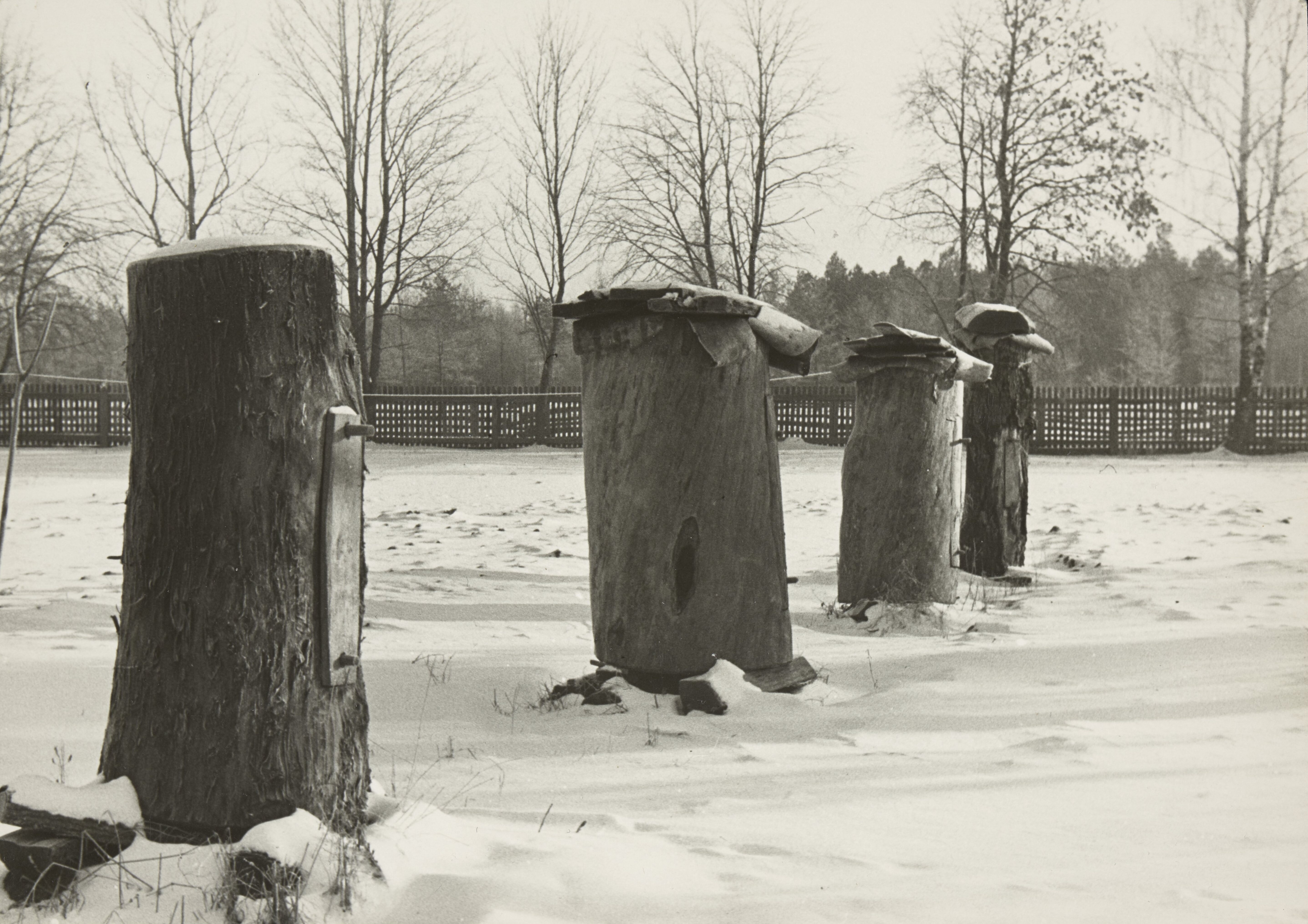
Pasieka
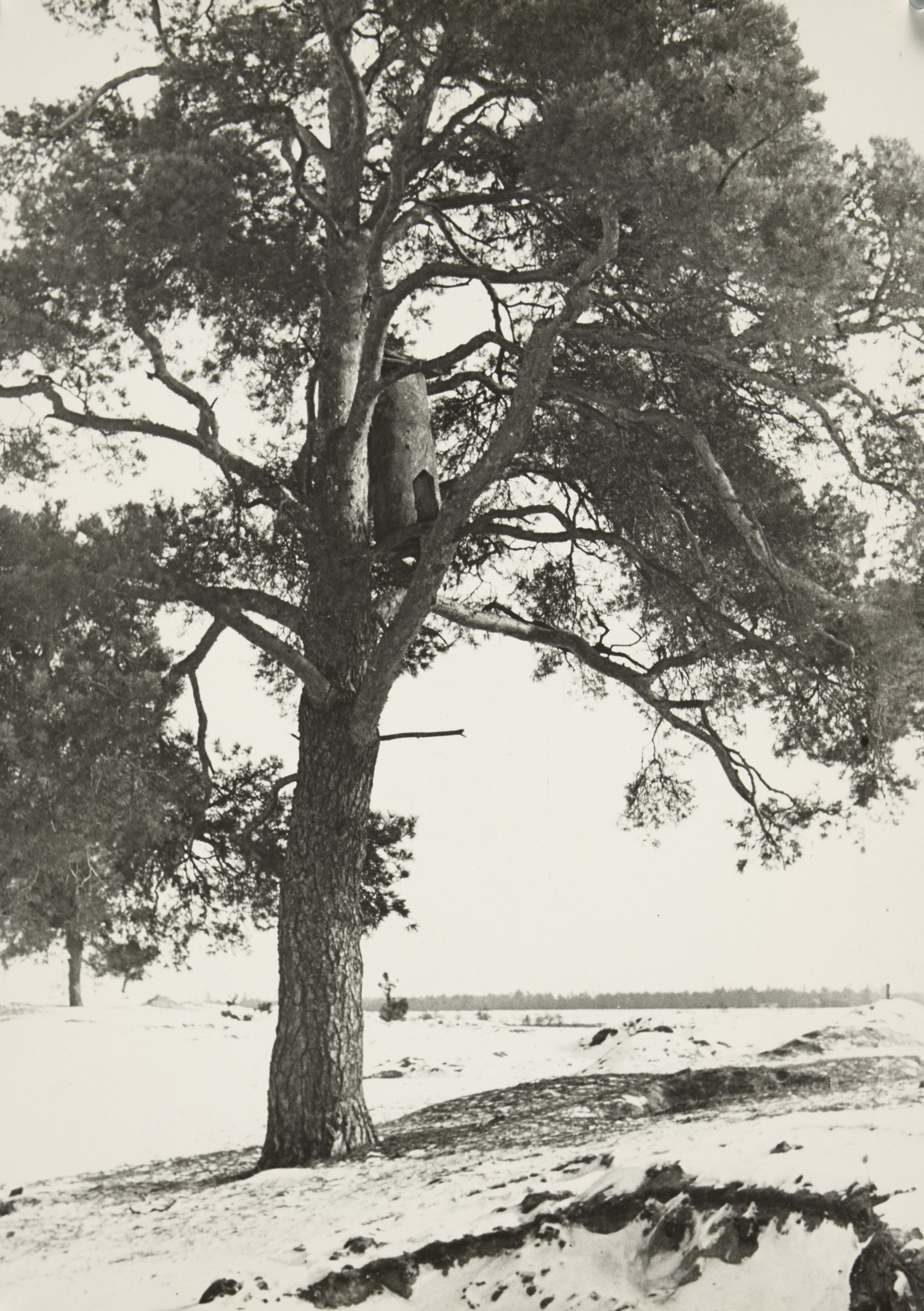
Stara sosna